# Paul Hornschemeier
Paul Hornschemeier (* 27. Oktober 1977 in Cincinnati, Ohio) ist ein amerikanischer Comiczeichner. Seine Werke veröffentlicht er als Graphic Novels.

## Leben
Paul Hornschemeier wurde in Cincinnati als einziger Sohn eines Juristen-Ehepaars geboren. Die Familie väterlicherseits ist deutschen Ursprungs. Als Paul Hornschemeier vier Jahre alt war, zog die Familie nach Georgetown in Ohio, wo er mit seiner älteren Schwester Ann, einer Astronomin, und der jüngeren Schwester Mary aufwuchs. Im Alter von 18 Jahren begann er ein Philosophie- und Psychologie-Studium an der Ohio State University in Columbus, das er im Jahr 2000 als Bachelor of Arts abschloss.
Als Comiczeichner ist Hornschemeier Autodidakt. Bereits als Kind interessierte er sich für Comics, nachdem ihm sein Zahnarzt für geduldiges Ausharren während der Behandlung einen Spider-Man-Nachdruck von Steve Ditko geschenkt hatte. Im Elternhaus hatte er Zugang zu Büchern Edward Goreys und begeisterte sich für Comicstrips im Magazin The New Yorker.
Während seines Studiums lernte er Daniel Clowes’ auch verfilmtes Buch Ghost World kennen, von dem er sagte: It presented comics as a vehicle for emotion und honesty. (deutsch: Es benutzte Comics als Medium für Gefühl und Ehrlichkeit.) Von Clowes’ Werk sowie dem Robert Crumbs und Chris Wares fühlt sich Hornschemeier geprägt.
Seine ersten Comics, die Serie Sequential, veröffentlichte Hornschemeier 1999. Die Serie erschien später als Buch unter dem Titel The Collected Sequential, ebenso die Serie Forlorn Funnies als Let Us Be Perfectly Clear. Seine Arbeiten werden in den USA in einer Reihe von Anthologien abgedruckt. Mit Mother, Come Home veröffentlichte er 2003 seinen ersten Comic-Roman. Ihm folgte 2007 The Three Paradoxes. Seine Graphic Novels veröffentlicht Hornschemeier in Deutschland im Carlsen Verlag.
Vom  4. Januar 2009 an präsentierte die Frankfurter Allgemeine Sonntagszeitung seinen auf 17 Episoden angelegten wortlosen Comicstrip über „Huge Suit“.
Hornschemeier lebt und arbeitet in Chicago.

## Rezeption
Hornschemeiers Werk wird von der Kritik hoch gelobt; der Rolling Stone bezeichnete ihn 2005 als existential cartoonist. Die Frankfurter Allgemeine Zeitung würdigte 2007 seine unglaubliche Virtuosität, mit der er sich die erzählerischen Mittel des Comics zunutze macht. Der FAZ-Hochschulanzeiger bewertete 2007 seine Graphic Novel Komm zurück, Mutter als einfach grandios und zitierte Will Eisner, den Erfinder des Begriffs „Graphic Novel“, mit den Worten grafische Literatur in höchster Vollendung.
Über sein erstes in Deutschland erschienenes Buch Komm zurück, Mutter schrieb Die Welt: Es gibt nicht viele Bücher, die man mehrmals lesen möchte; aber diese tragisch endende Graphic Novel ist selbst beim dritten Mal noch zum Heulen schön.

## Einzelausstellungen (Auswahl)
- 2005: La comete de Carthage, Paris
- 2007: Fumetto, Luzern
- 2007: Adventures in Weltschmerz, Seattle
- 2007: Adventures in Weltschmerz, New York[10]

## Auszeichnungen
Paul Hornschemeier wurde 2002 als „Outstanding Artist“ für den Ignatz Award nominiert, 2003 für die Reihe Forlorn Funnies als „bestes neues Talent“ des Eisner Awards. Forlorn Funnies wurde 2004 in vier Kategorien für den Eisner Award nominiert. 2007 erhielt er den Victoria & Albert Museum Illustration Award. 2007 wurde Mother, Come Home als Best American graphic novel ausgezeichnet. 2008 war Komm zurück, Mutter in der Kategorie „Bester Internationaler Comic“ für den deutschen Max-und-Moritz-Preis nominiert.

## Werke
- Mother, Come Home (2003)

- Komm zurück, Mutter (deutsch 2007)

- The Collected Sequential (2005)
- Let Us Be Perfectly Clear (2006)
- The Three Paradoxes (2007)

- Die drei Paradoxien (deutsch 2009)

- All and Sundry: Uncollected Work 2004–2009 (2009)